# Ca l'Aimerich
Ca l'Aimerich és una masia del municipi de les Franqueses del Vallès (Vallès Oriental) inclosa en l'Inventari del Patrimoni Arquitectònic de Catalunya.

## Descripció
És una masia de mitjanes dimensions. Actualment està en procés de reforma, tota la banda dreta s'ha ampliat. En el centre hi ha un portal adovellat d'arc de mig punt i a la clau de les dovelles hi ha un escut. Al seu damunt una finestra d'estil gòtic d'arc conopial amb calats i figures a la imposta de l'arc. A la llinda d'una finestra, a l'esquerra de la façana, hi ha gravada la data 1690. La porta allindanada de l'esquerra és una antiga finestra. A la banda del darrere hi ha adossades diverses edificacions irregulars.

## Història
Aquesta és una de les cases més antigues dels pobles de Llerona, apareix documentada amb anterioritat al segle xiii, se'n fa referència en documents guardats a l'arxiu de la parròquia. La casa palesa diferents tongades constructives i a la façana trobem diferents datacions gravades a les llindes: 1690 a la dreta i 1735 a l'esquerra. Mentre que pel tipus de finestra que utilitza podria ser una mica anterior del s. XVI. La reforma actual intenta mantenir l'estructura original.